# Uncinia multifaria
Uncinia multifaria là loài thực vật có hoa trong họ Cói. Loài này được Nees ex Boott miêu tả khoa học đầu tiên năm 1846.